# 華城西部警察署
華城西部警察署（ファソンソブけいさつしょ）は、京畿南部地方警察庁所管の警察署である。

## 管轄区域
- 華城市のうち南陽邑、峰潭邑、雨汀邑、正安面、西新面、松山面、八灘面、飛鳳面、梅松面、麻道面、楊甘面

## 沿革
- 2008年4月4日 - 華城警察署から分離開所。所在地は華城市南陽洞。
- 2014年10月20日 - 南陽洞の南陽邑への転換に伴い、所在地が華城市南陽邑になる。管轄も南陽邑、峰潭邑、雨汀邑、正安面、西新面、松山面、八灘面、飛鳳面、梅松面、麻道面、楊甘面に変更される。

## 管轄派出所
- 南陽派出所
- 発安派出所
- 峰潭派出所
- 雨汀派出所
- 西新派出所
- 松山派出所
- 八灘派出所
- 飛鳳派出所
- 梅松派出所
- 麻道派出所
- 楊甘派出所